# La Courneuve - 8 Mai 1945 (metrostation)
La Courneuve – 8 Mai 1945 er en station på metronettet i Paris. Den blev åbnet 6. maj 1987 og blev renoveret i 2005. Stationen er endestation på metrolinje 7, der går fra La Courneuve – 8 Mai 1945 til Mairie d'Ivry/Villejuif – Louis Aragon.
Navnet 8 Mai 1945 henviser til 8. maj 1945, som er VE-dagen, hvor 2. verdenskrig officielt sluttede i Europa.
I nærheden af denne metrostation ligger handelsområdet "Quatre routes", som blandt andet har et stort marked, der er åbent alle tirsdage og fredage samt hver søndag morgen. Parken La Courneuve, som med 4 km² er det største grønne område i departementet Seine-Saint-Denis, kan nås med sporvognlinje T1 til stoppestedet "Six routes". Under "Fête de l'Humanité" i begyndelsen af september oprettes en shuttle-forbindelse direkte mellem metrostationen og parken.
Drancy interneringslejr i Cité de la Muette kan nås via sporvogn T1 mod Drancy.

## Trafikforbindelser
- (Saint-Denis – Noisy-le-Sec)
- RATP